# Nullsleep
Nullsleep är det artistnamn som används av Jeremiah Johnson (f1980). Jeremiah Johnson är chipmusiker och använder sig huvudsakligen av ombyggda Game Boy och NES konsoler för att skapa ljud och melodier.

## Diskografi
- Depeche Mode Megamix
- The Gameboy Singles 2002
- Hello World
- Click Bleep Click
- Wooden Polyurethane Papers